# Keiun
La era Keiun (慶雲?), también conocida como Kyōun es una era japonesa posterior a la era Taihō y anterior a la era Wadō. El periodo abarca de los años 704 al 708. Los emperadores gobernantes fueron Mommu-tennō y Gemmei-tennō.

## Cambio de era
- 704 Keiun gannen (慶雲元年?): La era anterior terminó y comenzó la nueva el Taihō 4, en el séptimo día del quinto mes del año 704.[2]

## Eventos en la eraKeiun
- (Keiun 4): Muere el Emperador Mommu, pero su hijo y heredero es demasiado joven como para recibir la sucesión (senso), por lo que la madre del heredero asciende formalmente al trono (sokui) como la Emperatriz Gemmei hasta que su hijo tuviera la edad suficiente[3]
- 16 de agosto de 707 (Keiun 4, 15.º día del sexto mes): Genmei asciende al trono a la edad de 48.[2]
- 707 (Keiun 4): Se reporta el hallazgo de depósitos de cobre en la provincia de Musashi, en la región que hoy incluye Tokio.[4]
- 708 (Keiun 5): El nombre de la era iba a cambiar para marcar el ascenso de la emperatriz, pero se utiliza el descubrimiento de cobre ("wa", antiguo término chino para designar a Japón y dō (銅) cobre forman el nombre de la siguiente era: "wadō").